# Stade Via del Mare
 (septembre 2023).
Le contenu est difficilement compréhensible vu les erreurs de traduction, qui sont peut-être dues à l'utilisation d'un logiciel de traduction automatique.
Le stade Via del Mare (en italien : Stadio Via del Mare) est un stade de football situé à Lecce en Italie. Il tire son nom de la rue où il se trouve, la route nationale 543 pour la ville adriatique de San Cataldo et il est utilisé par l’Unione Sportiva Lecce. 
Il fut inauguré le 11 septembre 1966 et possède une capacité de 40 670 sièges, dont 31 559 actuellement approuvés.

## Histoire

### Premières plantes
Le stade Via del Mare a remplacé le stade Carlo-Pranzo, une ancienne installation de 12 000 places du nom d'un jeune homme du Lecce qui est tombé en 1942 en Afrique à l'âge de 31 ans pendant la Seconde Guerre mondiale. Dans les premières années de la société salentine, de 1924 à 1943, l'installation sportive où l'équipe était sur scène était le "XXVIII octobre", située dans le terrain de sport "Achille Starace", du nom de la hiérarchie fasciste et située près de Porta Napoli. Cette dernière usine a été inaugurée le 30 avril 1924 et après sa démolition, qui a eu lieu en 1985, est devenue un parking.

### Construction et inauguration
Le stade Via del Mare, d'une capacité initiale de 16 000 places, a été inauguré le 11 septembre 1966 à l'occasion d'un match amical entre Lecce et Spartak Moscou, qui s'est terminé par un score de 1-1 et suivi par 13 000 spectateurs. Le 2 octobre de la même année, le stade accueillait le premier match officiel, le derby des Pouilles entre Lecce et Tarente (1-0), valable pour la deuxième journée du championnat de Serie C 1966-1967, devant 25 000 spectateurs. Giallorossi Giancarlo Brutti a marqué le premier but du nouveau stade lors des matches officiels.
Le 24 juin 1967, le Via del Mare a accueilli une autre prestigieuse rencontre amicale entre Lecce et le célèbre Santos de Pelé. Le match s'est terminé 5-1 pour les Brésiliens avec un coup du chapeau de Pelé, le but de Melide et le but d'Edu. Le salentini avait réussi à égaler avec un but de Mammì.
Initialement, la capacité testée du stade Via del Mare n'était que de 16 000 spectateurs et la conformation des tribunes était différente, la tribune principale étant flanquée de deux structures latérales. La structure actuelle de l'usine a en effet été atteinte après plus de trente ans de travaux et de rénovations du projet initial. Déjà en 1976, le stade Lecce a bénéficié d'une première intervention d'agrandissement nécessaire qui a porté la capacité de l'usine à 20 500 places grâce à la reconstruction d'une volée de marches au-dessus de la Tribune Est.

### Première rénovation
Avec la première promotion de Lecce en Serie A, qui a atteint la fin de la saison 1984-1985, le stade a été presque entièrement reconstruit et modernisé par l'entreprise de construction appartenant au fabricant et président de l'Ascoli Costantino Rozzi. En moins de trois mois, la capacité atteint 55 000 places grâce à la création d'un anneau supérieur pour les trois quarts des tribunes. Les deux courbes ont été reconstruites, le siège des acclamations organisé: le Nord (maintenant le siège de l'Ultrà Lecce) et le Sud (maintenant le siège de la Jeunesse). La Tribune centrale et latérale a également été reconstruite et les secteurs Distinti et Tribuna Est ont été créés (avec le soi-disant "Crescent"), qui sont restés inchangés.
À ce stade, l'usine de Lecce est devenue le sixième stade italien en termes de capacité, après ceux de Naples, Milan, Rome, Turin et Florence, et resterait le sixième plus grand stade d'Italie jusqu'à la Coupe du monde de football de 1990.
Dans les années à venir, pour que tous les sièges soient numérotés, la capacité d'accueil a été réduite à 40 670 sièges, conformément au décret du ministère de l'Intérieur qui décide de numéroter tous les sièges des installations sportives en degrés pour accueillir plus de trente mille spectateurs. En tout état de cause, compte tenu du succès modéré de l'équipe et de la taille limitée de la ville, le stade Via Del Mare est réputé pour son aspect imposant combiné à une perspective discrète du terrain, seulement partiellement pénalisé par la présence de la piste d'athlétisme. Le stade est sur deux étages, avec seulement la tribune principale couverte et le reste des tribunes entouré d'effets chromatiques Giallorossi qui rappellent, en plus des couleurs sociales de l'équipe à domicile, également les couleurs, la chaleur et les nuances du folklore de cette terre.
Les fauteuils sont rouges et jaunes (les couleurs sociales de l'équipe) et composent les mots "U.S. Lecce" sur la Tribuna Est. Après sa restructuration presque complète, le stade Lecce, avec le stade Friuli à Udine, était le seul stade prêt pour la Coupe du monde de Italie '90. Néanmoins, l'attribution des matchs du championnat du monde dans la région des Pouilles est allée au stade San Nicola de Bari, ce qui a provoqué une certaine controverse.
Le 25 septembre 1985, la Via del Mare a accueilli le premier match de l'équipe d'Italie de football, l'amicale Italie-Norvège 1-2.
En 1987, la Via del Mare à guichets fermés a accueilli deux matchs officiels du Milan entraîné par Arrigo Sacchi, disputé le 30 septembre contre le Sporting Gijón pour le retour de la trente-deuxième finale de Coupe UEFA (3-0 pour les rossoneri) et le 21 octobre contre l'Espanyol pour le retour des huitièmes de finale du même tournoi (2-0 pour les Espagnols). Il a été joué à Lecce en raison de l'indisponibilité de San Siro, disqualifié par l'UEFA après les émeutes de Milan-Waregem 1-2, lors du retour des huitièmes de finale de la Coupe UEFA 1985-1986.
En février 1993, le stade a accueilli deux matches du Trophée Squibb, qui ont vu la participation de Lecce, l'Inter et le Japon.
En 1994, le stade a accueilli la messe célébrée par le pape Jean-Paul II.
Par résolution du conseil municipal, en janvier 2002, le stade a été nommé d'après l'ancien maire de la ville du Salento Ettore Giardiniero, qui a donné son feu vert pour sa reconstruction. 
Lors de la première journée du championnat de Serie B 2007-2008, la salle de presse du stade porte le nom du journaliste de Lecce Sergio Vantaggiato, décédé tragiquement à Paris en août 2007.
Le 1er novembre suivant, après une session de formation pour l'équipe Giallorossi, le directeur de l'entrepôt de la société Antonio De Giorgi a été frappé par un coup de foudre dans le cou qui l'a tué instantanément. Au moment de l'incident, l'entraîneur Papadopulo et le directeur sportif Angelozzi étaient également présents et sont sortis indemnes. En signe de deuil, le match avec Cesena a été reporté.
En 2008, le stade a été équipé d'un éclairage supplémentaire, avec des lampadaires placés au sommet des terrasses non couvertes. La première utilisation de cet éclairage remonte au match Italie-Monténégro (2-1) du 15 octobre 2008.

### Années 2010
Le stade de Lecce a accueilli pendant une saison en Serie B (2009-2010) les matchs à domicile du Gallipoli. En cette saison, la Via del Mare a donc été le théâtre de deux derbies, le 24 octobre 2009 (Gallipoli-Lecce 0-3) face à 7 584 spectateurs et le 27 mars 2010 (Lecce-Gallipoli 1-0) devant 9 244 spectateurs. Après le championnat, après la relégation, l'échec et l'enregistrement consécutif dans Promotion Pugliese, l'équipe Gallipolina est retournée jouer des matchs à domicile dans le stade Antonio-Bianco de la ville ionienne. 
Du 14 au 17 juillet 2011, le stade a accueilli l'édition 2011 du festival de musique Italia Wave, qui a vu monter sur scène des artistes de renommée internationale tels que Lou Reed, Paolo Nutini et Kaiser Chiefs.
En raison de l'augmentation du nombre de cas de violence dans les stades, pour des raisons de sécurité, une partie du South Bend (celui qui borde le secteur des invités) a été fermée et le nombre de places approuvées a été réduit à 36 827. Avec la chute de Lecce à Lega Pro, le 31 janvier 2013 à Curva Sud, il a été fermé pour des raisons économiques et la capacité a chuté à 14 287 places. 
Le 26 juillet 2014, l'établissement a accueilli un concert du groupe Negramaro du Salento. Pendant la prestation du groupe, le terrain de jeu a été endommagé: des ornières ont été laissées sur la ligne de jeu et la surface de réparation devant le South Bend a été gravement endommagée. Compte tenu de l'engagement imminent dans la Coppa Italia contre Foligno, l'administration municipale de la capitale du Salento a assumé la responsabilité de la réparation du camp, mais Lecce est apparu lors du premier match officiel devant leurs fans sur un terrain aux limites du réalisable. Avant d'établir les calendriers, le club a demandé à pouvoir commencer la saison à cause de la situation problématique du terrain de jeu du stade, non encore résolue. Par conséquent, les Salentini, comme demandé, ont commencé leur propre championnat à Aprilia au domicile de la Lupa Roma le 31 août 2014. L'entreprise, dans une note officielle datée du 23 août, a annoncé qu'aucune somme d'argent n'avait été versée par la municipalité pour effectuer des travaux de restauration du terrain de jeu de la Via del Mare. Le 25 août, le président Savino Tesoro a confirmé que le premier match de championnat à domicile contre Barletta se jouerait régulièrement sur la Via del Mare.
Avec l'arrivée de la nouvelle propriété dirigée par l'avocat Saverio Sticchi Damiani et l'entrepreneur Enrico Tundo, le stade a été rebaptisé, pour la campagne d'abonnement 2015-2016, La Tana dei Lupi (la tanière des loups).
Pour le seul défi à domicile Lega Pro du 17 février 2016 contre le Foggia, la capacité est passée de 14 287 à 17 983 sièges. Le 1er avril 2016, la capacité a été encore augmentée et a atteint 19 202 places en permanence, avant le match interne contre le Matera.
Le 29 avril 2016, la municipalité de Lecce a mis en vente le complexe sportif avec le palais de justice, évaluant les premiers 18 millions et 900 milliers d'euros.
Une nouvelle controverse sur la gestion du stade est apparue en juillet 2018, lorsque, après un autre concert de Negramaro dans le stade (13 juillet), le gazon a été gravement endommagé. Après les assurances de l'administration municipale [31], les travaux de rizollatura, commencés dans les derniers jours d'août et poursuivis même pendant la nuit, ont été achevés à temps pour les débuts à domicile de Lecce dans le championnat de Serie B 2018- 2019 contre Salernitana, qui a eu lieu le 4 septembre 2018 sur un terrain dans des conditions jugées acceptables par le directeur de compétition.
Le 1er décembre 2018, une plaque a été ouverte à la porte 11 (appartenant au secteur Curva Nord, domicile des ultràs Giallorossi) pour commémorer les joueurs Michele Lorusso et Ciro Pezzella, qui 35 ans plus tôt avaient tragiquement disparu dans un accident de voiture alors ils se sont rendus à la gare de Bari, où ils auraient dû prendre un train pour rejoindre leurs compagnons à Varese, où ils auraient dû disputer le match de championnat contre Varese le dimanche 2 décembre 1983. Les deux joueurs avaient peur des vols aériens.
En avril 2019, une augmentation de capacité a été approuvée pour 6 263 sièges supplémentaires pour le championnat de Serie B: sur les 40 670 sièges disponibles, 26 096 ont été approuvés, disponibles à Lecce-Brescia le 28 avril.
À la suite de la restructuration qui a eu lieu à l'été 2019, à la suite de la promotion de Lecce en Serie A, la capacité maximale autorisée a été portée à 31 533 spectateurs. Le projet de restyling comprenait: la restauration des sièges jaune et rouge dans les deux courbes et dans la Tribuna Est, le réaménagement de la piste d'athlétisme, qui était recouverte d'un tapis synthétique bleu, l'installation, au lieu de des portes séparant les tribunes de la cour de récréation, de nouveaux panneaux transparents, une attention particulière au secteur réservé aux personnes handicapées, un nouveau système d'éclairage, la rénovation totale des bancs, ainsi que des interventions sur des structures essentielles comme les sanitaires. Le coût des interventions, qui s'élève à environ 4 millions d'euros, est entièrement à la charge du Lecce.

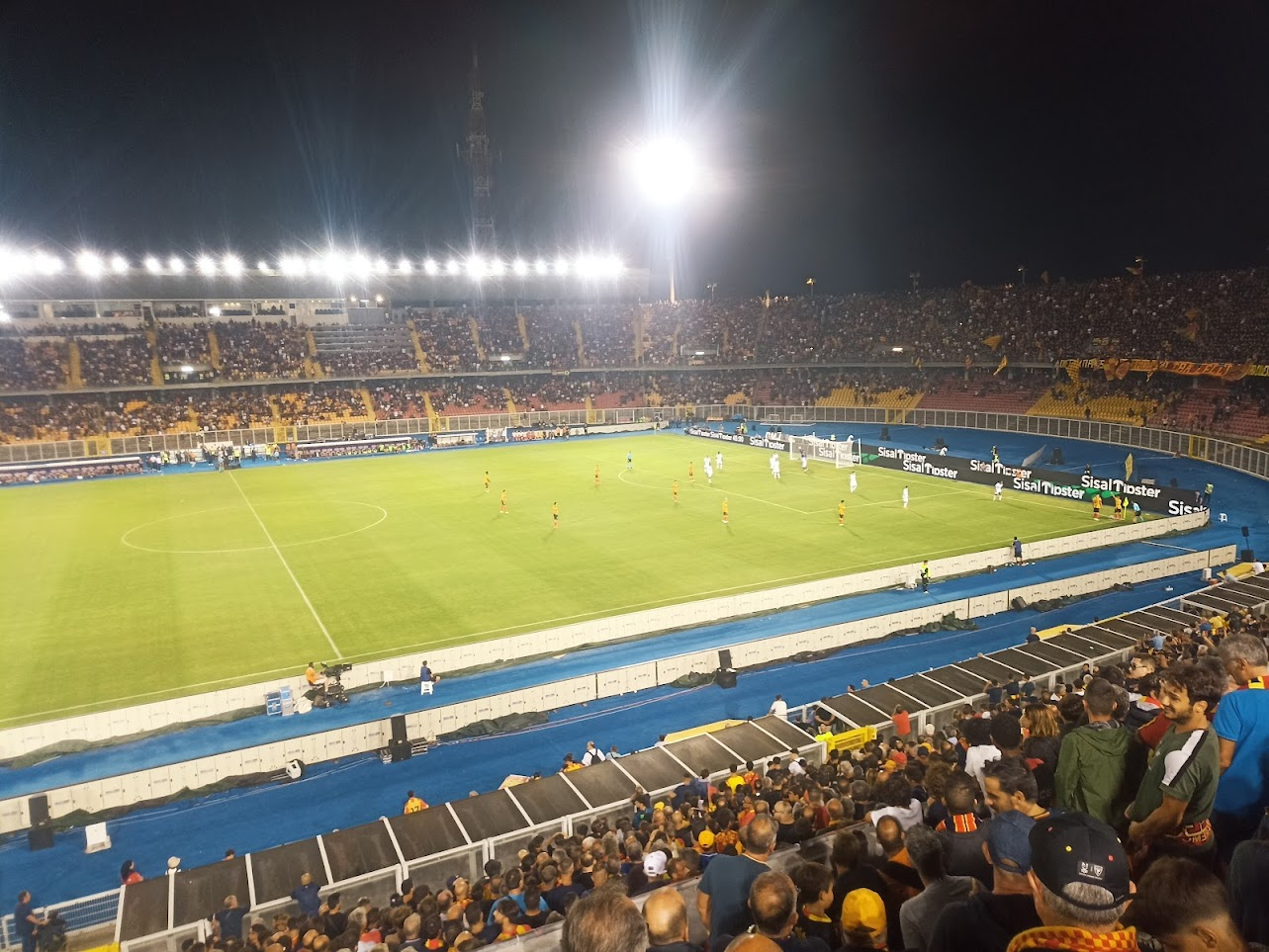
Le Stadio Via del mare en septembre 2023

Le stade sera encore améliorée avec une couverture complète de tous les secteurs, une intervention que le club giallorosso va réaliser grâce au financement du CONI à la suite de l'attribution des Jeux Méditerranéens 2026 à la ville de Tarente. Lecce, en fait, sera le lieu de football de l'événement.

### Années 2020
Le 7 juin 2021 la concession de dix ans pour l'utilisation du stade à l'Unione Sportiva Lecce a été signée avec la municipalité de Lecce.
En mai 2023, à la suite de l'autorisation de la commission provinciale, 921 sièges de la tribune est sont redevenus utilisables, qui sont ensuite passés à 986 le 1er juin 2023.

## Événements
- Visite du pape Jean-Paul II, 1994